# Hjalmar Lundqvist
Karl Hjalmar Lundqvist, född 6 april 1881 i Säby församling, Jönköpings län, död 12 augusti 1961, var en svensk maskiningenjör.
Lundqvist, som var son till stationsföreståndare August Lundqvist och Lotten Rylander, avlade studentexamen 1901, och utexaminerades från Kungliga Tekniska högskolan 1905. Han var elev hos Statens Järnvägar 1898 och 1902, blev underingenjör 1906,  maskiningenjör vid Karlskrona–Växjö Järnväg 1911, blev baningenjör och maskiningenjör vid Nora Bergslags Järnväg 1914, ingenjör i Svenska järnvägarnas arbetsgivareförening 1918, var trafikchef och verkställande direktör vid Kalmar järnväg 1932–1938 och verkställande direktör vid bland andra Kalmar–Berga Järnväg 1935–1938 samt verkställande direktör  i Svenska Järnvägsföreningen och Svenska järnvägarnas arbetsgivareförening 1940–1952. Han var medlem av 1940 års trafikkommitterades råd 1942.